# Paleolog Zaccaria

Herb rodziny Zaccaria

Paleolog Zaccaria (ur. 1235, zm. 1314) – genueński władca Chios w latach 1307–1314. 

## Życiorys
Był synem Benedykt Zaccarii, genueńskiego żeglarza, podróżnika, kupca, polityk i admirał. Jego ojciec w 1304 zagarnął należącą do Bizancjum wyspę Chios. Paleolog po jego śmierci przejął władze na wyspie. 
Jego następcą był Martino Zaccaria. 